# Мохначук Степан Степанович
Мохначук Степан Степанович (3 січня 1931 року) — український економіко-географ, кандидат географічних наук, доцент Київського національного університету імені Тараса Шевченка.

## Біографія
Народився 3 січня 1931 року в селі Здовбиця Рівненського повіту Волинського воєводства Польщі, тепер Здолбунівського району Рівненської області. Закінчив у 1953 році географічний факультет Львівського державного університету імені Івана Франка. Після закінчення університету працював учителем географії у смт Демидівка Рівненської області. У 1963 році вступив до аспірантури на географічний факультет Київського державного університетуУ Київському університеті працював на кафедрі економічної та соціальної географії у 1972–1974 роках доцентом, у 1974–1975 виконуючим обов'язки завідувача кафедри. Кандидатська дисертація «Географія населення і населених пунктів Волинської області» захищена у 1967 році. Фахівець у галузі теорії географії, географії населення, географічного моделювання та прогнозування. Розробив концепцію ландшафту як системного об'єкту дослідження географії, обґрунтував наукові засади демогеосистемознавства, прогнозування виробничо-територіальних систем, досліджував трудові зв'язки у великому місті.

## Наукові праці
Автор понад 100 наукових праць. Основні праці:
1. Чернігівська область (економіко-географічна характеристика). — К., 1975 (у співавторстві).
2. Трудові зв'язки у великому місті. — К., 1984 (у співавторстві).
3. Економіко-географічний комплекс великого міста (на прикладі міста Києва). — К., 1989 (у співавторстві).